# Auburn, Kentucky
Auburn är en ort i Logan County Kentucky, USA. År 2000 hade staden 1 444  invånare. Den har enligt United States Census Bureau en area på 4,6 km², allt är land.